# ジャルジャルの笑いのツボ屋
ジャルジャルの笑いのツボ屋は、NTTぷららと吉本興業が共同で行っている動画配信サービス 大阪チャンネル で2018年12月5日より毎週２話ずつ配信されている、バラエティ番組（全6話）。

## 概要
人は誰しも“ツボに入って死ぬほど笑う”という経験をしたことがある。腹がよじれるほど笑う。涙を流して笑う。息ができないくらい笑う。それはすべてを忘れることができる、人生最高の瞬間。
そんな滅多に訪れない“笑いのツボ”に、お客様の依頼を元に笑わせたいターゲットを入れる店『笑いのツボ屋』。看板メニューのジャルジャルはお客様・ターゲットのために“奇跡の笑い”を起こすことは可能なのか？
「笑いのツボ」と徹底的に向き合い、世のため人のために「奇跡の笑い」を起こす実験的ドキュメントバラエティ。

## 出演者
- ジャルジャル

### ナレーション
- ステファン哲

## 配信内容
| 回 | 配信内容                                                                     |
| -- | ---------------------------------------------------------------------------- |
| 1  | 「最近仕事が忙しくて、心身ともに疲れ切っている親友を笑わせたい！」前編       |
| 2  | 「最近仕事が忙しくて、心身ともに疲れ切っている親友を笑わせたい！」後編       |
| 3  | 「人生で初めて好きになった人を笑わせて、惚れさせたい！」前編                 |
| 4  | 「人生で初めて好きになった人を笑わせて、惚れさせたい！」後編                 |
| 5  | 「娘の結婚式が近づくにつれて、不機嫌になっているお父さんを笑わせたい！」前編 |
| 6  | 「娘の結婚式が近づくにつれて、不機嫌になっているお父さんを笑わせたい！」後編 |

## スタッフ
- 企画:ジャルジャル
- 構成:藤井直樹、川上潤也
- ナレーター:ステファン晢
- 技術協力:株式会社turn up
- 制作協力:株式会社Sandwich
- AP:古屋樹
- ディレクター:大久保翔太、野村レイジ
- 演出:東隆志
- プロデューサー:北橋悠佑、小倉文、坂田景子
- チーフプロデューサー:神夏磯秀
- ゼネラルプロデューサー:藤原寛
- 製作著作:NTTぷらら、吉本興業